# Leptomyxa
 (février 2025).
Leptomyxidae
Famille
Genre
Leptomyxa est un genre d'amibozoaires (amibes) de l'ordre des Leptomyxida (classe des Tubulinea), seul genre de la famille des Leptomyxidae.

## Étymologie
Le nom de genre Leptomyxa dérive du grec λεπτός / leptós « mince », et du suffixe -myxa, du grec μυξα / myxa « mucosité ». 

## Description
Les Leptomyxidae  sont des amibes lobées formant un uroïde adhésif prononcé ou de nombreux filaments uroïdes adhésifs lors de la locomotion.
Les espèces du genre Leptomyxa ont des formes diverses, allant de « limax », à ramifié, élargi, réticulé, semblable à des plasmodes. Les cellules peu ou non mobiles, peuvent adopter une forme élargie, semblable à une comète. Elles ont un nombre variable de noyaux, de un à plusieurs milliers.

## Liste des espèces
Selon IRMNG (4 février 2025) : aucune espèce référencée
Selon EOL (4 février 2025) :
- Leptomyxa arborea Berney, Geisen et Burberg, 2016
- Leptomyxa reticulata Goodey, 1914 Espèce  type[2]
- Leptomyxa valladaresi Del Valle, Lorenzo-Morales & Maciver, 2017
- Leptomyxa variabilis  Geisen et Burberg, 2016

Selon The Taxonomicon (4 février 2025) :
- Leptomyxa reticulata Goodey, 1914
- Leptomyxa fragilis (Penard, 1904)

Selon N.S. Kulishkin, A.V. Smirnov & D.J. Patterson (8 février 2025) :
- Leptomyxa botanica Kulishkin, Smirnov & Patterson, 2023
- Leptomyxa monrepos Kulishkin, Smirnov & Patterson, 2023
- Leptomyxa valladaresi Del Valle, Lorenzo-Morales & Maciver, 2017

Selon Microworld (8 février 2025) :
- Leptomyxa ambigua Smirnov et al., 2017
- Leptomyxa arborea  Berney, Geisen & Burberg, 2016
- Leptomyxa australiensis (Chakraborty & Pussard, 1985) Smirnov et al., 2016
- Leptomyxa flabellata (Goodey, 1915) Smirnov et al., 2016
- Leptomyxa fragilis (Penard, 1904) Siemensma, 1987
- Leptomyxa neglecta  (Smirnov, Nassonova, Fahrni & Pawlowski, 2009) Smirnov et al., 2016
- Leptomyxa reticulata Goodey, 1915
- Leptomyxa silvatica Glotova et al., 2021
- Leptomyxa valladaresi Del Valle et al., 2017
- Leptomyxa variabilis Geisen & Burberg, 2016

## Systématique
Le nom valide de ce taxon est Leptomyxa Goodey, 1914.

## Publication originale
- (en) Tom Goodey, « A preliminary communication on three new proteomyxian rhizopods from soil », Archiv für Protistenkunde, Allemagne, vol. 35,‎ 1914, p. 80–102 (ISSN 0003-9365, e-ISSN 2213-5553).